# 志村けんのだいじょうぶだぁII
『志村けんのだいじょうぶだぁII』（しむらけんのだいじょうぶだぁツー）は、フジテレビ系列で2005年10月12日から2008年3月26日まで毎週木曜日1:08 - 1:38（水曜深夜・JST）に放送されたお笑いバラエティ番組。 志村けんの冠番組。 イザワオフィス制作。全118回。

## 番組概要
1987年から1993年まで放送された『志村けんのだいじょうぶだぁ』のタイトルおよびロゴとオープニングテーマを継承しているが、実際は「志村運送物語」を主とした構成で、当時の『志村けんのだいじょうぶだぁ』と全く違ったテイストであった。
2006年9月に1時間スペシャル（後述）が放送。当番組が開始されたのをきっかけに『志村けんのだいじょうぶだぁスペシャル』が実に約12年ぶりにゴールデンタイム（カスペ!枠）で放送されるようになり、志村が亡くなる2020年まで、定期的にゴールデンタイムでスペシャル版が制作･放送された。

## 志村運送物語
番組前半は1話完結のコメディドラマ「志村運送物語」。
- 直接のルーツとしてはかつて放送されていた『Shimura-X天国』の舞台「志村運送」であり、当時はかなり異なっているものだった。その後、内容と出演者等の設定を変更、2004年10月から放送された前番組『志村通』開始と同時にタイトルを「志村運送物語」と題し復活、『志村通』放送終了後、当番組が開始後も引き続き継続。実に3年半の放送で幕を下ろした。
- 前述の2007年8月14日放送のスペシャルでも全国ネットのゴールデンタイムで初めて「志村運送物語」が放送された（当番組で放送された中から再放送）。
- 基本的に3つのパートに分かれており、

志村運送内での日常のコント前半→肥後ちゃんラーメンでのコント→志村運送内での日常のコント後半
という構成であった。
- 基本的に途中CMは入らず完結していたが、時々志村運送日常コント後半パートが延長して一旦CMを挿む場合もあった。
- オチ等はベタであるものが多いが、志村の円熟した芸により、コメディドラマとして一定の水準をクリアしている。
- 不定期に過去に放送された内容の中から3話分ほど流す傑作選も放送された。
- 回数は『志村通』時代から数え延べ163回。後述の優香デビュー10周年特別企画放送回を除き、一切休むことなく続いた。

### 舞台設定
有限会社「志村運送」は、主人公のけん（志村けん）が亡き父親から受け継いで切り盛りしている零細企業。大手からの下請けで主に企業への荷物の集配・配達を担っている。設定では台東区南浅草2丁目に所在。そこを舞台に、妻の優香（優香）、従業員である独身30代女の和歌子（島崎和歌子）、若手女子社員の純（夏川純）、どことなく頼りない中年ドライバーの竜兵（上島竜兵）、お向かいの「肥後ちゃんラーメン」のマスターで、けんと幼馴染の克広（肥後克広）、そのアルバイト店員のチェン（チェン・チュー）が繰り広げる物語。それぞれが自分のタレントとしての個性も活かしながら役を演じている。

### 出演者・役構成
作品内では出演者の芸名と役名はほぼ同じであるとみてよい。優香のみ役名は後述の通り。
志村けん
同ドラマの中心人物・有限会社「志村運送」の代表取締役社長。
親代々からの受け継ぎで妻と共に切り盛りしている。趣味はゴルフ。典型的な中年男性で自分の性格中心に周囲を見て女子従業員にも手を挙げたりすることがあるが、従業員を家族のように可愛がり食事や社員旅行など積極的に行っている。ヘビースモーカーであり、煙草がわずかな時間切れると貧乏揺すり等を始め、周囲に迷惑をかける。運送屋の社長にもかかわらず、運転免許は持っていない。競馬と酒が大好きでよく竜兵や克広とキャバクラなどに飲みに行き、妻・優香の目を盗んで知り合った女とこっそり会って遊んでいることもよくある。かなりのスケベで浮気性で、女性従業員にセクハラしたり、キャバクラ通いがバレ妻からお仕置きされるのは日常茶飯事。基本的にけんが従業員他に対しツッコミ役で他の出演者がボケを演じるが、時折ボケに回ることもある。携帯電話の着信音はシルヴィ・ヴァルタンの「あなたのとりこ」を使っている。
優香
けんの妻。志村運送副社長兼従業員。この場合フルネームが「志村優香」となる。
けんは前妻と死別しており、当時従業員として働いていた優香が、前妻の死の直後で落ち込んでいたけんを慰めたことがきっかけとなり結ばれ夫婦となった。父と娘ほど年齢が離れているが、けんには「かあちゃん」と呼ばれており（逆にけんのことは「あなた」と呼んでいるが、ごくまれに「おとうさん」と言う場合もある）、他の従業員から「奥さん」と呼ばれている。高校時代に文化祭のミスコンで優勝したことが自慢で、仕事ぶりは至って真面目で堅実。そのせいか気が少し強く時折ちょっとしたはずみでけんと夫婦喧嘩をする。しかし最終的にはよりを戻す。喧嘩口調になる際には「だいたいあなたはだらしないのよ!!」に続き「新聞読んだら読みっぱなし、服を脱いだら脱ぎっぱなし、トイレから出てくりゃ残尿漏らすし、お風呂に入れば抜け毛の山…」の台詞が度々出てくるほど定番となっている。仕事においては経費の無駄遣いを嫌い、けんのギャンブル癖やキャバクラ通いを注意しているが、自分自身もけんに隠れ服など何万円も買い込んだりしている。携帯の着信音はサザンオールスターズの「彩 〜Aja〜」を使っている。
上島竜兵
従業員の中年ドライバー。
工業高校を中退（社長以下他の社員は普通高校卒）、様々な職を転々とした後、前の会社の倒産により、志村運送に入社。普段からパチンコや競馬などに明け暮れて借金を作り、妻に愛想を尽かされ逃げられた。別れた妻に半年間ストーカー行為を働き、警察に通報されたことがある。よく会社に遅刻し、出勤しても勤務態度はあまりよくなく、会社のお金の前借りや社長や従業員から借金を繰り返しており、社長のけんを日々呆れさせ「クビだぞ!」とよく言われるがそれと同時にけんや克広とよく飲みに行く仲間でもあり、なんだかんだ言われながらも可愛がられている。このような性格のため社内ではけんの次に年長者なのだが、貫禄は無い。仕事上の不満を友人役の寺門ジモンに愚痴っているという設定になっている。稀に競馬で大勝ちすることもあるが、その度に借金返済に当てられてしまい、結果として一円も残らないことがある。和歌子とはしょっちゅう喧嘩をするが、一緒に昼飯を食べに行く等仲が良い。普段その言動から志村夫妻や従業員に呆れられているが同時に慕われてもいる。携帯の着信音はドリフの曲を使っている。月給は9万円。
島崎和歌子
従業員。
30過ぎの独身でおばさん扱いをうけており、けん曰く家賃4500円のアパートに1人住まい、度々合コンに参加している。（参加した合コンにたまたま竜兵も参加しておりトラブルになった事もある）よく竜兵と口喧嘩をしており、まわりの人や社長のけんも迷惑することがよくある。金や物にシビアであり、金が絡んだ騒動を巻き起こすことも多い。相当な金額を貯金して貯め込んでいる。机には大量の煎餅が入っていて仕事中によくつまんでいる。
一時は自分の机に置かれたラブレターを竜兵からの物だと思って竜兵に好意を寄せたが、実はそのラブレターは竜兵の物ではなく近所の人が小説用に書いた物で、事実を知った和歌子は竜兵に平手打ちを浴びせ、コーヒーをぶっかけ結局二人はまたもとの関係に戻ってしまった（ちなみにこの平手打ちが元で竜兵の詰め歯が取れた）。
和歌子は当番組になってからの初出演だが、それ以前からの3年以上志村運送に勤務しているという設定になっている。携帯の着信音は氷川きよしの「きよしのズンドコ節」を使っている。
夏川純
従業員。
若手女子従業員として皆から可愛がられ、今時のような風貌を出しながらも同僚の従業員との仲を取り持ってサービス精神旺盛である。けん曰く、あまりいい高校は出ていない。何度か男性と付き合ったり別れたりしている。別れた男からストーカーまがいの事をうけた事も。携帯の着信音は「キャッツアイ」を使っている。
肥後克広
志村運送の向かいにあるラーメン店「肥後ちゃんラーメン」店長。
けんとは幼馴染で「けんちゃん」「かっちゃん」と呼び合う仲。独身で両親・兄弟もいない天涯孤独の身。親からラーメン屋を受け継いだが、親の代では美味しかったラーメンが、彼の代になってから非常にまずくなった。そのせいで客が全然来ず、けんが店に入店してもいつも座ってボケっとしていることが多い。アルバイトのチェンを安月給（5万円）でこき使っている。克広は客を呼び込む策を考えては店を訪れるけんに意見をもらったりしているが、考えた策はひどいものばかりで実践には至っていない。考えたメニューをチェンに「持って来いや」といって運んでこさせ、けんに文句を言われるとチェンに責任転嫁し、「考えたのは俺だけど、持ってきたのはあいつだから」と言うのが定番。ラーメン店の店長にもかかわらず、料理の味では自信がないと臆面も無く述べ、ライバル店からの出前のラーメンやカップ麺を器に盛り変えて出すことも平気で行う。何度か設定上の理由は不明だが店が繁盛したこともあった。赤字だと言いながらも店が潰れる気配はなく、団地や商店街からの出前の注文が一定数ある。けんや竜兵と一緒にキャバクラなどへ飲みに行ったり、パチンコやパチスロで遊ぶのが楽しみの1つである。携帯の着信音は「ハイサイおじさん」を使っている。
チェン・チュー
「肥後ちゃんラーメン」で働いている中国人留学生の店員。
克広とともに店の向上対策に付き合わされ、多少日本語も話せるがカタコトになることもよくある。安月給で働かされている上（後述参照）、尻や胸を触られるなどセクハラに悩まされているという設定になっている。そのため、克広に「給料上げろ!」「セクハラやめろ!」とよく口論したりしている。本気で怒る際には中国語になる。携帯の着信音は女子十二楽坊の曲を使っている（回によっては欠場あり）。
日本語の勉強をした際、志村が自分の股間を指さしここはどこだ?と質問すると元気よく「キンタマ!」と答え「そんな言葉覚えちゃだめでしょ!」と肥後に怒られる。しかしチェンは肥後の股間を指差し「キンタマ?」と質問し慌てさせる場面がある。

### 1時間スペシャルのゲスト
安田美沙子
有名なグラビアアイドル（本人役）
前述の『志村通』時代にあったグラビアアイドルとのトークコーナーの復活版に出演。熊田曜子ら同じ事務所所属のアイドルの集合写真集を送ってほしいという依頼でやってきた。この写真集の撮影には純も参加しており「ちょっと、バイトで（一緒にやってました）」と答えた。
柄本明
正体不明の丸い黒縁眼鏡をかけたサラリーマン風の男。
意味のわからない言葉攻めで、けんに襲い掛かり行動を妨げる。けんが肥後ちゃんラーメンに入店し間もなく店内に客として入りたまたま混んでいたため相席となり野菜炒め定食を注文するが、けんの注文した餃子を盗み食いする。呆れたけんが特製餃子を注文。再び強引に食べ、最終的にけんに自分の分の食事代を請求し店を去ってしまった。
エキストラ（非著名人）は数回登場していたがゲストと呼べる人物は上記の2名のみであった。

### その他の設定
上記にある通り『だいじょうぶだぁ』時代のコントを彷彿とさせる箇所はさほど無いが、井澤商事等の番組スタッフの名前を拝借しコント内で使われることがあるという点は共通している。
志村運送の従業員の月額給料の話になった際に、和歌子が18万円、純が15万円、竜兵が9万5千円とけんの口から出た。ちなみにチェンの給料は5万円だった。竜兵の給料が安い理由に「遅刻が多い」「事故を起こす」などの理由で差し引いていると言っていたが、妻の優香を含めた従業員の反発によって「給料少しずつ上げます」と宣言した。その後従業員の給料が上がったかどうかは不明だが、チェンはその他の回でも5万円のままであった。その後の3月26日の最終回では和歌子の給料が25万円という設定になった。
志村運送は始業が朝9時で志村が「うちは8時間勤務だ」と言った事から定時は17時と思われる。土日祝日休みの週休二日制。
出演陣の年齢設定が回によって異なる場合がある。けんと克広は同じ年の幼馴染の設定であるはずなのに、克広の実際のプロフィール（44歳と言ったことや、出身が沖縄と言っていた）を言い漏らしている。
基本的にあくまでドラマ内での設定で実際の出来事とは関係無いが、けんが純に「彼氏ってあの美容師の?」と問い詰めた会話があったが、これは実際に夏川が美容師と交際している事を写真誌「フライデー」にゴシップ記事として掲載されたことから由来する。他にも時折竜兵が「社長」と呼ぶところを普段志村を呼ぶ時のように「師匠」と呼ぶ事やチェンが「ホリプロの寮に住んでいる」など実際の出来事を織り交ぜるケースもある。
また、2006年の1時間スペシャルで安田美沙子がゲストで登場した際、けんが和歌子を除く3人に年齢を聞き、安田は「24歳」、純は「23歳」、優香は「26歳」と全員年齢を答えていたが、実際の夏川の年齢は優香と同い年である26歳であり、純が答えた23歳という年齢は翌2007年に年齢詐称が発覚する前の当時の詐称年齢であった。なお、年齢詐称発覚後、ドラマ内で純の実年齢について匂わすようなシーンは一切無かった。
ストーリー内のほとんどのBGMが「ブースカ! ブースカ!!」の曲。
2007年11月14日の放送で肥後ちゃんラーメンの「沖縄フェア」のネタで、豆腐ようラーメンが登場したときに、けんと優香はあまりの臭さに耐えられなかったが、克広とチェンが演技ではなく豆腐ようを平気で食べていた。
肥後ちゃんラーメンでのコントでは、志村運送内には誰も居ない事が2008年1月30日の放送で明らかになった（コント中、基本的には肥後ちゃんラーメンしか映らないので、居ても仕方がないということで、いないというのが大きな理由）。しかし、これはコントの中のオチの一つに過ぎない。
前述に各人の携帯着信音を書いてあるが、これ以外に流れる場合もある。
例えば和歌子の着信音は「きよしのズンドコ節」だが、他の曲も稀に鳴る（自身の持ち歌「何かいい事きっとある」など）。
ダチョウ倶楽部の寺門ジモンは一度も出演していないが、名前のみ何度か使われネタにされた。作品内での寺門は、竜兵の友人役という設定らしい。
作中では竜兵が飲み過ぎで、和歌子は食あたりが原因でそれぞれお腹を壊すという場面も少なからず見受けられており、けんを初めとした運送屋の他の従業員を呆れさせることがある。
当作と同枠放送の「志村軒」における志村夫婦は番組タイトルと同じラーメン店を経営しているという設定になっており、現行の「肥後ちゃんラーメン」で使用している椅子、テーブルなど撮影用備品の一部が「志村軒」においてそのまま流用されている。

### 『志村通』時代からの変更点
- 一部出演者の交代
  - 志村運送の従業員： ゆりん→島崎和歌子
  - 肥後ちゃんラーメンのアルバイト： 里中あや→チェン・チュー
- タイトル表示後のキャスト紹介が省略された（ただし、前述の2007年8月14日のスペシャルで復活）。
- グラビアアイドルとのゲストトークが無くなった。

## その他のコーナー
番組後半は以下のコーナーが放送されていた。内容のほとんどが、次番組の『志村屋です。』にて、引き続き放送されている。

### 寝室でのトーク
志村と優香が志村運送二階の寝室でフリートークをする。主なトーク内容は二人の日常的な事や志村運送物語のこぼれ話などであった。このトーク内で志村出演の舞台『志村魂』や同系局の特番『志村けんのバカ殿様』などの日時も告知された。当番組放送開始当初はフリートークではなく志村運送物語の引継ぎとなっていた。

### 傑作コント
このコーナーは過去の志村出演番組のコントを放送。
寝室のトークから開始する場合は、コント開始時に志村がテレビのリモコンのボタンを押して、テレビ画面に『志村けんのだいじょうぶだぁ』タイトルロゴが表示されてコントが開始される演出であったが、以前の水曜深夜枠の志村の番組（主に『変なおじさんTV』『志村流』『志村塾』『志村通』）に収録したコントのみ放送され、視聴者に新作を流していると誤解を招く場合もあった（詳しい理由は次の説明を参照）。
開始当初は全て過去の『だいじょうぶだぁ』のコントが放送されていたが、当時メインキャストだった田代まさし（詳細はこちらを参照）の映像が使えなかったため、ほとんどが松本典子・いしのようこ・渡辺美奈代といった女性レギュラーと共演したコント（一部桑野信義や他のゲストと共演したコントも放送される）となっていた。田代の出演したコントは流れないものの志村らのコント内の会話の中で名前のみ流れるケースもあった。2006年に入ってから上記の深夜枠時代のコントが放送され始め、この『だいじょうぶだぁ』時代のコントは、2007年4月頃から徐々に放送回数が減り、同年11月以降、一度も放送されなくなった。
2006年9月放送の1時間スペシャルで、このコーナーでは「変なおじさん特集」が放送されたが、上記の理由から登場部分のみの放送で、最後のオチの部分は全てカットされた。
過去の水曜深夜枠のコントの再放送については、次番組の『志村屋です。』でも一部作品（当番組で再放送されたものも含む）が再放送された。

### 志村診察室
2007年11月7日から2008年3月19日まで、延べ13回放送された。医師に扮する志村けんと看護師に扮する優香が、患者（ゲスト）のグラビアアイドルを迎えるトークコーナー。主な内容は、ゲストは自らのプロフィールを紹介後、服を脱いで水着姿の状態になり、その状態で志村が小型カメラ（開始当初は小型カメラが搭載されている聴診器を使用した）で胸元などを観察、その後に志村から「体力測定をします」と指示され、ゲスト自らの特技や、番組で用意されたリンボーダンス、フラフープ、縄跳びなどを披露、最後にゲストの写真集やDVDなどの発売情報が告知されるものであった（この辺りは前述の『志村通』にあった「志村運送物語」内でのグラビアアイドルとのゲストトークと流れがほぼ同じ）。地上デジタルのEPGなどの番組表の解説では「志村診療所」と表記された。おそらく「志村診療所内の診察室」という設定と思われる。

#### ゲスト一覧
- 2007年11月7日：愛川ゆず季
- 2007年11月14日：吉野ももみ
- 2007年11月21日：森望美
- 2007年12月12日：佐藤和沙
- 2007年12月19日：石田裕子
- 2008年1月9日：二宮歩美
- 2008年1月16日：谷澤恵里香（後番組「志村屋です。」にレギュラー出演）
- 2008年1月23日：大友さゆり
- 2008年2月13日：三井麻由
- 2008年2月20日：中澤優子
- 2008年3月5日：AYA
- 2008年3月12日：天音みずき
- 2008年3月19日：桜井まり

## 優香デビュー10周年特別企画
2007年11月28日・12月5日放送分では、優香デビュー10周年特別企画として過去の志村と優香のレギュラー番組の中から出演した過去のコントを2週に分け放送。その模様をスタジオでレギュラーメンバー全員で眺める内容であった。実質上、傑作コントの拡大版であり、通常放送の志村運送物語と他のコーナーは休止された。レギュラーメンバーは志村運送設定上の姿以外で初めて登場した。従って、志村がかつらを着用しないプライベートの姿で登場した回になった。
この企画は、この番組に限らず優香の当時出演している他のレギュラーバラエティ番組でも大々的に行われた。

## 備考
「志村運送物語」と優香デビュー10周年特別企画にレギュラーメンバー全員出席したことにより、全放送を通じて出演者がほぼ皆勤出演したこととなった。
「志村運送物語」の最終回は特に物語の最後という演出では無く、通常とさほど変化の無いシナリオで描かれた。CM明けの後半部では、メイキング&NG集が上記の寝室シーンで放送された。
2007年8月14日放送『志村けんのだいじょうぶだぁ 20周年記念スペシャル』内の20:10頃 - 20:40頃、同番組のコーナーとして当番組が完全新作で番組初のゴールデン進出で、全国ネット・プライムタイムで放送された。
最終回の最後のシーンで志村が「職業変える!」の一言で、後番組『志村屋です。』番宣CMへと繋げた。
2015年11月よりファミリー劇場にて再放送された。

## エンディング曲
曲名、アーティスト名、レーベルがクレジットされ、ミュージックビデオがスタッフロールとともに流れる。
|    | 使用期間                                             | 曲名                         | アーティスト名     | レーベル                               |
| -- | ---------------------------------------------------- | ---------------------------- | ------------------ | -------------------------------------- |
| 1  | 第1回（2005年10月12日） - 第8回（2005年11月30日）    | 愛はかげろう                 | 白羽玲子           | テイチクエンタテインメント             |
| 2  | 第9回（2005年12月7日） - 第11回（2005年12月21日）    | Don't Cha                    | THE PUSSYCAT DOLLS | ユニバーサルミュージック               |
| 3  | 第12回（2006年1月11日） - 第18回（2006年2月22日）    | Start                        | bis                | FREE-WILL Co.,Ltd.                     |
| 4  | 第19回（2006年3月1日） - 第22回（2006年3月22日）     | ぼくはシュナッピー           | シュナッピー       | ユニバーサルミュージック               |
| 5  | 第23回（2006年4月5日） - 第26回（2006年4月26日）     | DAYS                         | bis                | FREE-WILL Co.,Ltd.                     |
| 6  | 第27回（2006年5月3日） - 第31回（2006年5月31日）     | おっぱいが気になってしまった | ライス兄弟         | BBMC(www.bbmc.co.jp)                   |
| 7  | 第32回（2006年6月7日） - 第35回（2006年6月28日）     | Rain Drop                    | さくらさくらこ     | クライムミュージックエンタテインメント |
| 8  | 第36回（2006年7月5日） - 第44回（2006年8月30日）     | ふたりの愛ランド             | ザ★リルビッツ      | avex trax                              |
| 9  | 第45回（2006年9月6日） - 第48回（2006年9月27日）     | SEASON’S                     | bis                | FREE-WILL Co.,Ltd.                     |
| 10 | 第49回（2006年10月18日） - 第58回（2006年12月20日）  | kiss me kiss you again       | 熊田曜子           | ドーンエンターテイメントジャパン       |
| 11 | 第59回（2007年1月10日） - 第66回（2007年2月28日）    | 父と娘のうた                 | 大津貴子           | ユニバーサルミュージック               |
| 12 | 第67回（2007年3月7日） - 第70回（2007年3月28日）     | お花見ビーナス               | the do-nuts        | エイベックス・エンタテインメント       |
| 13 | 第71回（2007年4月11日） - 第73回（2007年4月25日）    | OH!米家族                    | コーヒーカラー     | 日本クラウン                           |
| 14 | 第74回（2007年5月2日） - 第78回（2007年5月30日）     | Boom Boom Boom               | 郷ひろみ           | Sony Records                           |
| 15 | 第79回（2007年6月6日） - 第82回（2007年6月27日）     | Boom Boom Boom～灼熱の太陽   | ダビッド・ビスバル | ユニバーサル インターナショナル        |
| 16 | 第83回（2007年7月4日）- 第84回（2007年7月11日）      | 愛唄                         | GReeeeN            | NAYUTAWAVE RECORDS                     |
| 17 | 第85回（2007年7月18日）・第86回（2007年7月25日）     | 道                           | GReeeeN            | NAYUTAWAVE RECORDS                     |
| 18 | 第87回（2007年8月1日） - 第91回（2007年8月29日）     | 摩訶不思議アドベンチャー!    | 東京ブラススタイル | ユニバーサル クラシックス&ジャズ       |
| 19 | 第92回（2007年9月5日） - 第95回（2007年9月26日）     | 挫折地点                     | misono             | avex trax                              |
| 20 | 第96回（2007年10月10日） - 第99回（2007年10月31日）  | Love is Special              | faith              | Venus-B/KING RECORDS                   |
| 21 | 第100回（2007年11月7日） - 第103回（2007年11月28日） | Say Good-bye                 | 谷村奈南           | SONIC GROOVE                           |
| 22 | 第104回（2007年12月5日） - 第107回（2008年1月9日）   | 愛してる                     | Base Ball Bear     | EMIミュージックジャパン                |
| 23 | 第110回（2008年1月30日） - 第114回（2008年2月27日）  | 夢幻期限                     | misono             | avex trax                              |
| 24 | 第115回（2008年3月5日） - 第118回（2008年3月26日）   | Answer                       | SOFFet             | rhythm zone                            |

- 第83回（2007年7月4日）は、エンディングでドリフ大爆笑30周年記念DVD発売告知が流れた。
- 第108回（2008年1月16日）・第109回（2008年1月23日）は、志村診察室でスタッフロールが流されエンディング曲無し。

## スタッフ
- 作・構成：朝長浩之
- 音楽：たかしまあきひこ
- カメラ：藤江雅和（「志村運送物語」において上島が1分間ギャグを披露、志村運送社員から笑ったら1000円をもらうという話の時、笑っていた1人として上島が「藤江さんも笑ったでしょ!」と要求した際にOAで登場）
- SW：小林光行
- 音声：松本政利
- 映像：原啓教
- 照明：野崎政克
- 美術制作・進行：山根安雄
- デザイン：根本研二
- 大道具：宮越浩
- 装飾：菊池誠
- 持道具：網野高久
- 衣装：佐藤孝二
- メイク：佐藤恭子
- 電飾：宇塚敏明
- 編集：轟貞治（D-Craft）
- MA：大塚大
- 音響効果：戸辺豊
- 技術協力：ニユーテレス、IMAGICA、FLT
- 制作協力：エクシーズ、エスカンパニー、ゼブラカンパニー
- 編成：松崎容子（フジテレビ）
- TK（スペシャル版は記録）：増山郁子
- 演出補：長谷吉洋
- 演出：戸上浩、小倉肇（エクシーズ）
- プロデューサー：井澤健
- 企画制作：イザワオフィス

## ネット局
| 放送対象地域 | 放送局             | 系列           | 放送日時                       | 備考         |
| ------------ | ------------------ | -------------- | ------------------------------ | ------------ |
| 関東広域圏   | フジテレビ         | フジテレビ系列 | 木曜日 1:08 - 1:38（水曜深夜） | 制作局       |
| 岩手県       | 岩手めんこいテレビ | フジテレビ系列 | 木曜日 1:08 - 1:38（水曜深夜） | 同時ネット   |
| 秋田県       | 秋田テレビ         | フジテレビ系列 | 火曜日 1:15 - 1:45（月曜深夜） | 約1か月遅れ  |
| 山形県       | さくらんぼテレビ   | フジテレビ系列 | 木曜日 0:35 - 1:05（水曜深夜） |              |
| 福島県       | 福島テレビ         | フジテレビ系列 | 火曜日 0:35 - 1:05（月曜深夜） |              |
| 新潟県       | 新潟総合テレビ     | フジテレビ系列 | 金曜日 1:30 - 2:00（木曜深夜） |              |
| 福井県       | 福井テレビ         | フジテレビ系列 | 水曜日 0:40 - 1:10（火曜深夜） | 約1年遅れ    |
| 中京広域圏   | 東海テレビ         | フジテレビ系列 | 火曜日 0:40 - 1:10（月曜深夜） | 約10か月遅れ |
| 広島県       | テレビ新広島       | フジテレビ系列 | 木曜日 0:45 - 1:10（水曜深夜） | 14日遅れ     |
| 長崎県       | テレビ長崎         | フジテレビ系列 | 木曜日 1:10 - 1:40（水曜深夜） | 約3か月遅れ  |
| 鹿児島県     | 鹿児島テレビ       | フジテレビ系列 | 日曜日 1:15 - 1:45（土曜深夜） |              |
| 沖縄県       | 沖縄テレビ         | フジテレビ系列 | 日曜日 2:15 - 2:45（土曜深夜） |              |
| 徳島県       | 四国放送           | 日本テレビ系列 | 木曜日 17:00 - 17:30           | 約11か月遅れ |
| 青森県       | 青森テレビ         | TBS系列        | 不定期放送                     |              |
| 兵庫県       | サンテレビ         | 独立UHF局      | 金曜日 20:54 - 21:24           | 9日遅れ      |
| 京都府       | KBS京都            | 独立UHF局      | 木曜日 23:00 - 23:30           | 22日遅れ     |

### 過去にネットしていた局
- 富山テレビ
- 石川テレビ

### 特記
東海テレビではそれまで遅れネットで放送していた「志村通」を2006年3月に途中で打ち切り、4月より放送を開始した。休止が多く、当初6か月遅れで放送されていたが、2008年9月現在では1年遅れまで時差が拡大した。2008年9月22日にフジテレビ・2007年9月19日放送分を以て途中打ち切りとなり、10月からは「志村屋です。」に移行した。
サンテレビでは2007年4月より放送時間が月曜深夜（24:40-）から土曜ゴールデンタイム（21:30-）に移動した（ただし、サンテレビボックス席が延長した場合はその分放送時間が遅延する）。2007年10月ではさらに金曜20:54-へ繰り上げられている。
近畿地区ではサンテレビ・KBS京都2局で放送されたが、前述20周年特番はフジテレビ系全国ネットとして関西テレビで放映。